# 谢清高
谢清高（1765年—1821年），广东嘉应州（今梅州）金盘堡人。中国旅行家。
1782年，谢清高乘船去海南，遭遇风暴翻船，被路过洋船救起，带到葡萄牙，在洋船上逗留14年。因双目失明，1796年返回中国，居住澳门，做口译翻译谋生。他的经历引起了广东学者杨炳南的注意，前来访谈，将其回忆整理成《海录》一书，于1820年刻印发行。被誉为中国的《马可波罗游记》。欽差大臣林則徐曾在廣東看到《海錄》刻本，稱讚此書“所載外國事頗為精審”。魏源的《海国图志》、徐繼畬的《瀛环志略》，亦引用《海錄》資料。